# Комаров Микита Геннадійович
Микита Геннадійович Комаров (народився 28 червня 1988 у м. Новополоцьку, СРСР) — білоруський хокеїст, нападник. Виступає за «Витязь» (Подольськ) у КХЛ. Кандидат в майстри спорту.

## З життєпису
Хокеєм почав займатися у 1995 році у СДЮШОР «Хімік» (перший тренер — В. А. Тепляшин, В. Ф. Пульвер). Вихованець хокейної школи «Хімік» (Новополоцьк). Виступав за «Хімік-СКА» (Новополоцьк), «Металург» (Жлобин), «Автомобіліст» (Єкатеринбург), «Динамо» (Мінськ), «Динамо» (Москва).
У складі молодіжної збірної Білорусі учасник чемпіонатів світу 2007 і 2008 (дивізіон I).
Бронзовий призер чемпіонату Білорусі (2011). Володар Кубка Білорусі (2011).